# Thương Thành
Thương Thành (chữ Hán giản thể: 商城县, Hán Việt: Thương Thành huyện) là một huyện của địa cấp thị Tín Dương, tỉnh Hà Nam, Cộng hòa Nhân dân Trung Hoa. Huyện này có diện tích 2117 km2, dân số năm 2002 là 700.000 người. Huyện lỵ đóng tại trấn Tân Tập.
Huyện Tân được chia ra các đơn vị hành chính:
- Trấn: Thành Quan, Thượng Thạch Kiều, Song Xuân Phô, Uông Kiều, Dư Tập và Yên Cương.
- Hương: Tứ Cố Đôn, Phong Tập, Phùng Điếm, Lý Tập, 鲇Ngư Sơn, Tô tiên Thạch, Uông Cương, Ngô Hà, Đạt Quyền Điếm, Trường Trúc Viên, Hà Phượng Kiều, Quan Miếu và Phù Sơn.